# Perimenopause
Die Perimenopause ist jene Zeit des Klimakteriums, die vier bis zehn Jahre vor der eigentlichen Menopause liegt und als der eigentliche „Wechsel“ bezeichnet werden kann.
Der Perimenopause folgt schließlich die Postmenopause, die mit dem Abfall der weiteren Östrogenproduktion die Zeitspanne vor dem Senium – ab dem 65. Lebensjahr – beschreibt. Da die Menopause selbst erst nachträglich mit Sicherheit angegeben werden kann – nach der letzten Menstruation keine weitere Regelblutung für ein Jahr – ist auch die Perimenopause selbst im Wesentlichen nur durch die in dieser Zeit verstärkten körperlichen und psychischen Probleme der Frau zu bestimmen.

## Krankheitswert
Die Perimenopause ist keine Erkrankung, sondern ein physiologisches Altern. Treten dabei jedoch Symptome mit Krankheitswert auf („Sonstige näher bezeichnete klimakterische Störungen“), so können sie mit einem eigenen ICD-Code belegt werden.